# بیبرووو
بیبرووو (به لهستانی:  Biebrowo) یک روستا در لهستان است که در Słajszewo واقع شده‌است. بیبرووو ۱۱۱ نفر جمعیت دارد.